# Ben Pattison
Ben Pattison (Frimley, 15 dicembre 2001) è un mezzofondista britannico.

## Carriera
Nel 2023 ha vinto la medaglia di bronzo nella 800 metri piani ai Mondiali di Budapest.

## Palmarès
| Anno | Manifestazione          | Sede       | Evento      | Risultato  | Prestazione | Note                                     |
| ---- | ----------------------- | ---------- | ----------- | ---------- | ----------- | ---------------------------------------- |
| 2019 | Europei under 20        | Borås      | 800 m piani | Argento    | 1'50"68     |                                          |
| 2021 | Europei under 23        | Tallinn    | 800 m piani | 4º         | 1'46"48     |                                          |
| 2022 | Giochi del Commonwealth | Birmingham | 800 m piani | Bronzo     | 1'48"25     |                                          |
| 2022 | Europei                 | Monaco     | 800 m piani | 6º         | 1'45"63     |                                          |
| 2023 | Giochi europei          | Chorzów    | 800 m piani | 6º         | 1'46"94     | [ 2 ]                                    |
| 2023 | Mondiali                | Budapest   | 800 m piani | Bronzo     | 1'44"83     |                                          |
| 2024 | Giochi olimpici         | Parigi     | 800 m piani | Semifinale | 1'45"57     | Miglior prestazione personale stagionale |

## Campionati nazionali
2021
- 4º ai campionati britannici, 800 m piani - 1'45"93

2022
- 4º ai campionati britannici, 800 m piani - 1'46"75

2023
- Argento ai campionati britannici, 800 m piani - 1'45"15

## Altre competizioni internazionali
2022
- Oro al Bauhaus-Galan ( Stoccolma), 800 m piani - 1'46"06

2023
- 5º al Memorial Van Damme ( Bruxelles), 800 m piani - 1'44"32
- 9º alla Xiamen Diamond League ( Xiamen), 800 m piani - 1'44"32